# 官方語言專員辦事處 (加拿大)
官方語言專員辦事處是一加拿大政府機構，負責實現及促進加拿大官方語言法令的目標。 加拿大有兩種官方語言：英語和法語。加拿大英語和加拿大法語有着平等的地位。
《1988年官方語言法令》授權成立該辦事處，並規定其專員任期七年。官方語言專員的使命為實現三個主要目標：保障英語和法語在加拿大政府及受該法案約束的機構得到平等對待；保護及發展英語和法語社區；確保整個加拿大社會的英語和法語的平等發展。

## 官方語言專員
1999年至2006年，加拿大官方語言專員為Dyane Adam。她出生於安大略省卡塞爾曼，擁有渥太華大學臨床心理學博士學位。2006年1月聯邦大選後，總理史提芬·哈珀要求Adam留任數月，以便留出時間尋找合適的繼任人。2006年9月13日，哈珀提名Graham Fraser接任該職位。
2017年11月，加拿大總理賈斯汀·杜魯多提名蒙克頓大學校長Raymond Théberge接替Fraser出任官方語言專員。 提名於2017年12月獲得批准。 Théberge是第一位加拿大西部出身，也是第一位既非來自安大略省又非來自魁北克省的官方語言專員。
- Keith Spicer，1970–1977
- Max Yalden，1977–1984
- D'Iberville Fortier，1984–1991
- Victor Goldbloom，1991–1999
- Dyane Adam，1999–2006
- Graham Fraser，2006–2016
- Ghislaine Saikaley，2016–2018（臨時）
- Raymond Théberge，2018年1月29日至今[5]

## 外部連結
- 加拿大官方語言專員辦事處 （页面存档备份，存于）